# Rue de l'Amiral-d'Estaing
La rue de l'Amiral-d'Estaing est une voie du 16e arrondissement de Paris, en France.

## Situation et accès
La rue de l'Amiral-d'Estaing est une voie publique située dans le 16e arrondissement de Paris. Elle débute au 8, rue de Lubeck et se termine au 17, place des États-Unis.

## Origine du nom

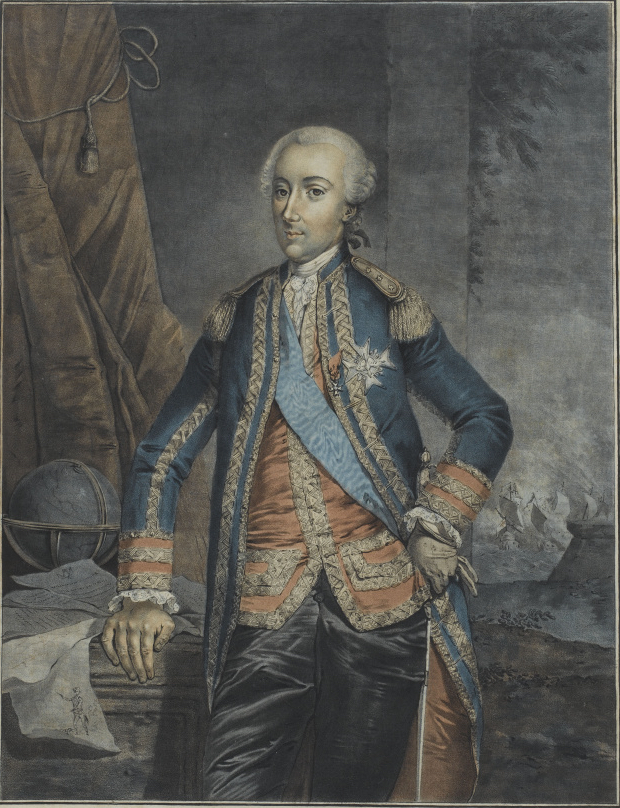
Charles Henri d’Estaing.

Elle porte le nom de l'amiral Jean Baptiste Charles Henri Hector, comte d'Estaing (1729-1794), qui prit part à la guerre de l'indépendance américaine.

## Historique
Cette voie est ouverte par un décret du 13 mars 1869 sous le nom de « rue Nitot », du nom du propriétaire du terrain, M. Nitot, qui était l'un des bijoutiers fournisseurs de Napoléon III.
En raison du voisinage de la place des États-Unis[réf. nécessaire] et sous la pression du père de Giscard d'Estaing, dont la banque était dans cette rue, elle prit sa dénomination actuelle par un arrêté du 8 avril 1949.

## Bâtiments remarquables et lieux de mémoire
- No 5 : résidence de l'ambassadeur du Brésil en France.
- No 21 : service économique et commercial  de l'ambassade de Chine en France.

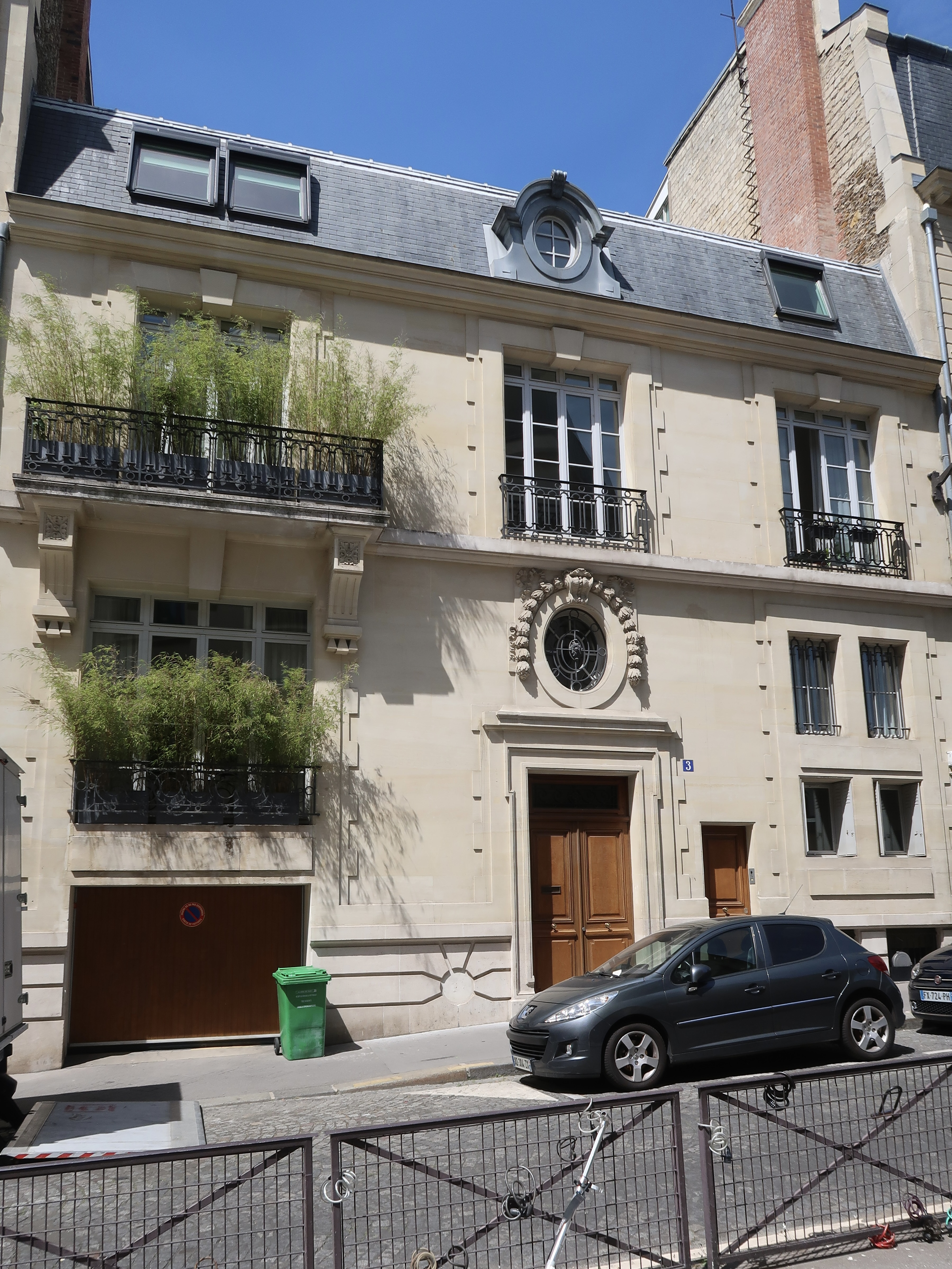
No 3.
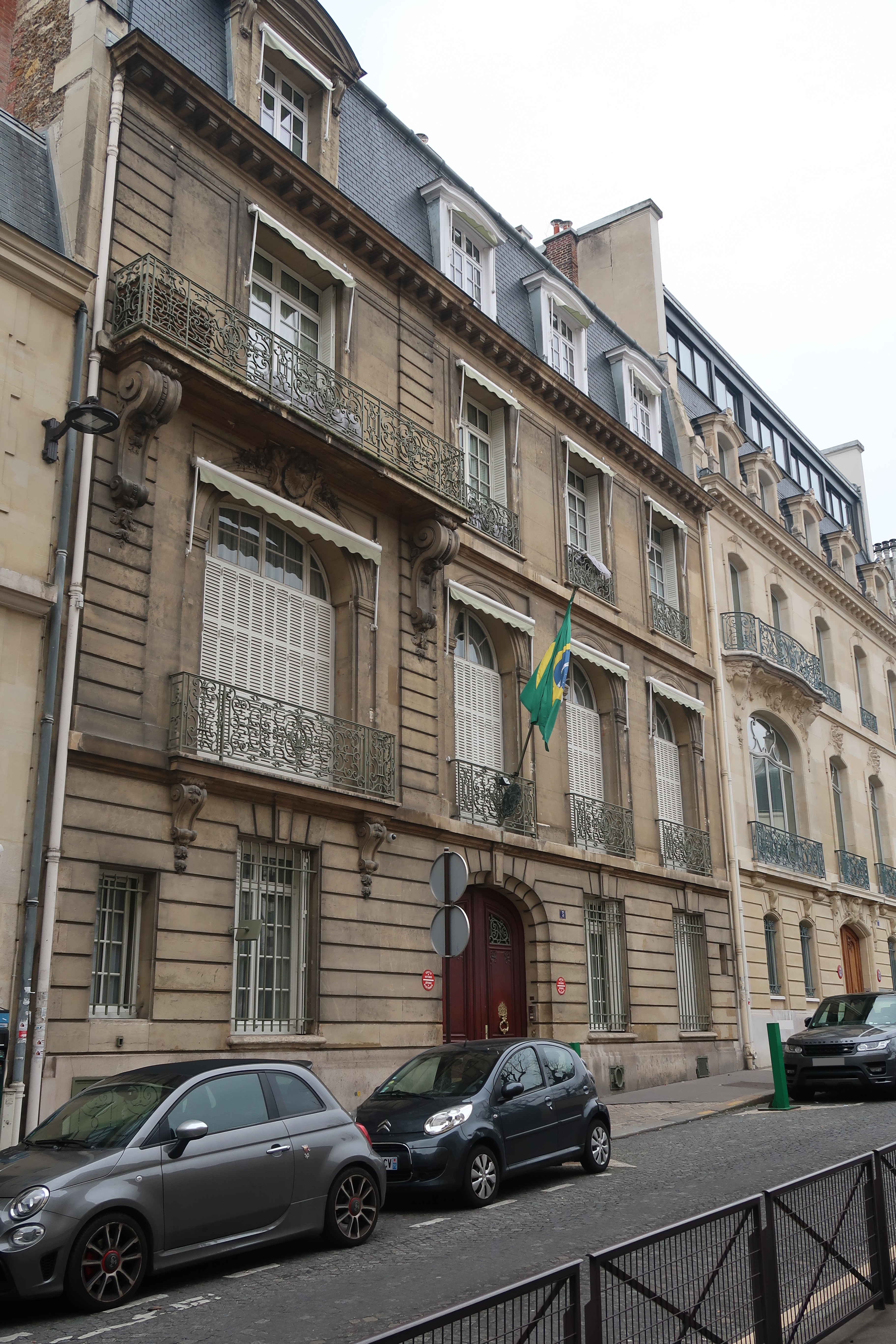
No 5.
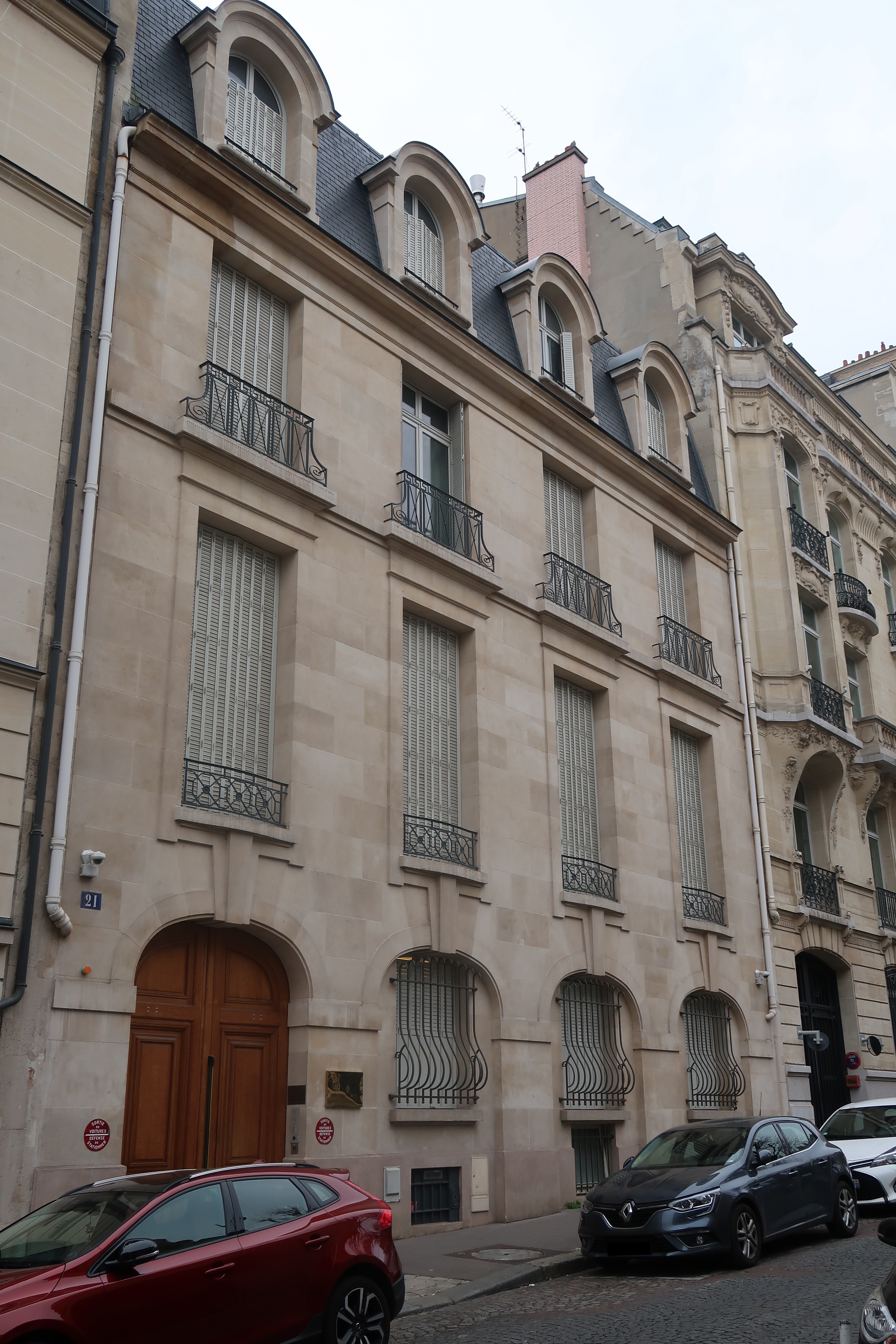
No 21.

## Au cinéma
- Une scène du film La Mémoire dans la peau (2002), figure le no 11 de la place des États-Unis, au croisement de la rue de l'Amiral-d'Estaing, comme l'hôtel particulier d'un ancien dictateur africain.
- Le tout premier plan du générique du film Les 400 coups (1959) de François Truffaut a été filmé dans la rue en mode travelling du nord vers le sud.